# 若者のすべて (岡崎倫典のアルバム)
『若者のすべて』（わかもののすべて）は、岡崎倫典によるフジテレビ系水曜劇場『若者のすべて』のサウンドトラック。1994年11月18日にポニーキャニオンより発売された。

## リリース・音楽性
通常盤のみの1形態で発売。岡崎倫典が音楽を担当するフジテレビ系水曜劇場『若者のすべて』のサウンドトラックで、主題歌であるMr.Childrenの「Tomorrow never knows」や挿入歌である「星になれたら」のアレンジ・バージョンを含むドラマの劇伴を全13曲収録している。
サブタイトルは『STAY GOLD』。

## 収録曲
- サウンド・プロデュース：岡崎倫典

1. Tomorrow never knows (Acoustic Guitar Version) [4:54]
  - 作曲：桜井和寿 / 編曲：岡崎倫典

Mr.Childrenの6thシングルのインストゥルメンタル・アレンジ・バージョン。
2. Chronic Town [4:15]
  - 作曲：岡崎倫典 / 編曲：岡崎倫典・坂本洋
3. 沈黙の絆 [4:45]
  - 作曲・編曲：岡崎倫典
4. 麻衣'94 [5:46]
  - 作曲：岡崎倫典 / 編曲：岡崎倫典・杉山卓夫
5. Fast Rag [2:09]
  - 作曲・編曲：岡崎倫典
6. Tomorrow never knows (Harmonica Version) / 八木のぶお [2:53]
  - 作曲：桜井和寿

Mr.Childrenの6thシングルのインストゥルメンタル・アレンジ・バージョン。
7. 蒼き疾風の日 [3:32]
  - 作曲：岡崎倫典 / 編曲：岡崎倫典・杉山卓夫
8. 煙突の森に陽は落ちて [3:28]
  - 作曲・編曲：岡崎倫典
9. STAY GOLD [3:50]
  - 作曲：Carmine Coppola / 編曲：岡崎倫典・杉山卓夫

スティーヴィー・ワンダーの楽曲のインストゥルメンタル・アレンジ・バージョン。
10. Pure Love [5:23]
  - 作曲・編曲：岡崎倫典
11. 星になれたら [6:01]
  - 作曲：桜井和寿・寺岡呼人 / 編曲：岡崎倫典・杉山卓夫

Mr.Childrenの2ndアルバム『Kind of Love』収録曲のインストゥルメンタル・アレンジ・バージョン。
12. 麻衣 [3:33]
  - 作曲・編曲：岡崎倫典
13. Legend / 坂本洋 [1:49]
  - 作曲・編曲：坂本洋